# Philip Locke
Philip Locke (* 29. März 1928 in London; † 19. April 2004) war ein englischer Schauspieler, der vor allem durch die Rolle des Vargas in dem Kinofilm James Bond 007 – Feuerball (Thunderball) bekannt wurde.

## Leben
Locke spielte in zahlreichen Filmen und TV-Serien, wie z. B. Hurrikan und in Edgar Wallace’ Das mysteriöse Theater. Im Bond-Film Feuerball war er zuerst für den Charakter Janni vorgesehen, bekam jedoch schließlich die Rolle des Vargas. Im Film sprach er nur vier Worte und erschien fast immer neben Michael Brennan, der schließlich den Part des Janni erhielt. Vor Feuerball spielte er neben Patrick Macnee und Honor Blackman in einer Folge der Serie Mit Schirm, Charme und Melone (engl. The Avengers) mit. Zwei Jahre danach trat er in der Serie noch einmal auf. Später war er auch neben Roger Moore in einer Folge der Serie Simon Templar und in dem Actionfilm Flucht nach Athena zu sehen.
Nach zahlreichen Bühnenrollen wurde er für seine Rolle als Sherlock Holmes’ Gegner Professor Moriarty mit dem Tony Award geehrt.
Lockes Homosexualität war bis vor wenigen Jahren nicht bekannt.
Philip Locke starb im Alter von 76 Jahren.

## Filmografie (Auswahl)
- 1961–1967: Mit Schirm, Charme und Melone (The Avengers; Fernsehserie, 3 Folgen)
- 1963: Edgar Wallace: Einer kann gewinnen (On the Run)
- 1963: Küsse für den Mörder: Zwischenfall um Mitternacht (Incident at Midnight)
- 1964: Ach, du lieber Vater (Father Came Too!)
- 1965: James Bond 007 – Feuerball (Thunderball)
- 1967: Der Baron (The Baron; Fernsehserie, 1 Folge)
- 1968: Simon Templar (The Saint; Fernsehserie, 1 Folge)
- 1968: Hermetico – Die unsichtbare Region (The Fiction Makers)
- 1969: Department S (Fernsehserie, 1 Folge)
- 1973: Hitler – Die letzten zehn Tage (Hitler: The Last Ten Days)
- 1979: Flucht nach Athena (Escape to Athena)
- 1982: Doctor Who (4 Folgen)
- 1982: Die Hunde sind los (The Plague Dogs) (Sprechrolle)
- 1982: Ivanhoe (Fernsehfilm)
- 1983: Im Schatten der Erinnerung (Ascendancy)
- 1983: Fellinis Schiff der Träume (E la nave va)
- 1988: Zeit der Dunkelheit (Stealing Heaven)
- 1989: Jim Bergerac ermittelt (Bergerac, Fernsehserie, 1 Folge)
- 1989: Agatha Christie’s Poirot (Fernsehserie, 1 Folge)
- 1991: Van der Valk (Fernsehserie, 1 Folge)
- 1991: Inspektor Morse, Mordkommission Oxford (Inspector Morse, Fernsehserie, 1 Folge)
- 1993: Der Aufpasser (Minder, Fernsehserie, 1 Folge)
- 1994: Die Bibel – Jakob (Jacob)
- 1995: Othello
- 1997: Oscar Wilde